# 윌리엄 엠프슨

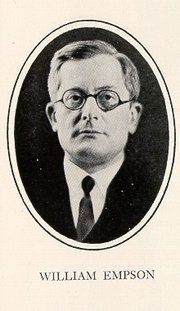

윌리엄 엠프슨 경 (Sir William Empson, 1906년 9월 27일 – 1984년 4월 15일)은 영국의 문학 평론가이자 시인으로, 신비평 의 기초가 되는 문학 작품을 자세히 읽는 연습으로 널리 영향을 미쳤다. 그의 가장 잘 알려진 작품은 1930년에 출판된 그의 첫 번째, 《애매성의 일곱 가지 유형》( Seven Types of Ambiguity )이다.
엠프슨은 예비 학교에서 수학에 대한 그의 뛰어난 기술과 관심을 처음 발견했다. 그는 윈체스터 칼리지의 입학 장학금을 받았고, 그곳에서 학생으로서 뛰어난 성적을 거두었고 학교의 다소 거칠고 학대적인 환경에도 불구하고 나중에 "ripping education"이라고 묘사한 것을 받았다. 학생들은 그러한 학교에서의 삶에서 두드러지게 나타났다.
1925년 엠프슨은 케임브리지의 모들린 칼리지에서 장학금을 받았고 그곳에서 수학을 읽었으며 파트 I 에서는 1 위를 했지만 파트 II에서는 실망스러운 2위를 차지했다. 그런 다음 그는 영어로 두 번째 학위를 취득했으며 첫해 말에 Bye Fellowship을 제안 받았다. 수학의 그의 상사인 Arthur Stanley Ramsey 는 엠프슨이 뛰어난 재능을 보인 학문이기 때문에 수학보다 영어를 추구하기로 한 엠프슨의 결정에 유감을 표명했다.
엠프슨의 비평적 작업은 주로 영국 문학 정경의 초기 및 전근대 작품에 관한 것이다. 그는 밀턴, 셰익스피어 및 엘리자베스 시대 드라마의 중요한 학자였다. 그는 검열과 말로의 Doctor Faustus 의 권위 있는 버전에 관한 모노그래프 Faustus and Censor를 출판했다. 그는 또한 형이상학 시인 존 던과 앤드루 마벌의 중요한 학자였다.
엠프슨은 프랭크 커모드에 의해 "천재 비평가"로 분류되었으며, 그는 특정 작가의 의도적으로 왜곡된 읽기를 식별하여 그의 칭찬을 인정했다. 해럴드 블룸은 엠프슨이 그들의 힘과 괴상함 때문에 그에게 가장 중요한 소수의 비평가 중 하나라고 말했다. 엠프슨의 무뚝뚝함은 그의 생전과 사후에 논란을 불러일으켰고 부분적으로는 "면허가 있는 광대"(엠프슨 자신의 표현)로서의 명성도 얻었다.